# Joshua Quagmire
Joshua Quagmire (né en 1952) est un auteur de bande dessinée américain. Sa principale création est la bande dessinée animalière Cutey Bunny (en), un pastiche du manga Cutey Honey.